# Мэнкё
Мэнкё (яп. 免許, めんきょ) — японский термин, в буквальном переводе подразумевающий «лицензию», «диплом». Он означает право практикующих различные японские классические боевые искусства на сохранение и продолжение традиций в рамках определённого рю.

## В рамках корю
Принято считать, что система мэнкё используется исключительно в классических школах боевых искусств. На самом же деле она может применяться и в других областях, таких как живопись (гохуа), чайные церемонии (садо), флористика и каллиграфия (сёдо).
Различные корю используют различные формы лицензий. Чаще всего это:
- Окуири (яп. 奥入) — начальная лицензия; свидетельство, позволяющее встать на путь, который приведёт к просветлению. В переводе: «знакомство с секретами»;
- Мокуроку (яп. 目録) — получение свитков (каталогов техник), в которые может быть внесено имя ученика, их получающего. Мокуроку может подразделяться на:
  - Сёмокуроку (яп. 初目録);
  - Гомокуроку (яп. 後目録);
- Мэнкё (как вариант: кёси мэнкё (яп. 教師免許))[7] — лицензия на преподавание;
- Мэнкё кайдэн — полная передача.

## Мэнкё кайдэн
Мэнкё кайдэн (яп. 免許皆伝) — японский термин, подразумевающий полную передачу прав на какое либо искусство. Это вид лицензии в корю, означающий, что ученик обучился всем техникам определённого рю и вник во все их тонкости.
Мэнкё кайдэн является наиболее приоритетной и значимой лицензией в рамках системы Мэнкё. Согласно исследованиям Дональда Дрэгера, необходимо было обучаться у мастера более 30-и лет для того, чтобы стать обладателем таких исключительных прав на школу. В рамках корю держатель Мэнкё кайдэн зачастую, но не всегда, становится преемником сокэ.